# 1959 v loďstvech
Tento článek obsahuje významné události v oblasti loďstev v roce 1959.

## Lodě vstoupivší do služby
- 10. ledna –  USS Independence (CV-62) – letadlová loď třídy Forrestal

- 17. ledna –  USS Barbel (SS-580) – konvenční útočná ponorka stejnojmenné třídy

- 18. března –  HMS Tiger (C20) – křižník třídy Tiger

- 15. dubna –  USS Skipjack (SSN-585) – útočná ponorka stejnojmenné třídy

- 5. května –  Colbert (C 611) – protiletadlový křižník

- 9. července –  USS Bonefish (SS-582) – konvenční útočná ponorka třídy Barbel

- 15. října –  USS Blueback (SS-581) – konvenční útočná ponorka třídy Barbel

- 5. prosince –  USS Seadragon (SSN-584) – útočná ponorka třídy Skate

- 12. prosince –  HMS Jaguar (F37) – fregata Typu 41 Leopard